# Chicha (musique)
Pour les articles homonymes, voir Chicha.
Genres associés
Cumbia villera, cumbia bolivienne, cachaca, nueva cumbia chilena
La chicha, aussi appelée musique tropicale andine ou cumbia andine, est un genre musical ayant émergé au milieu des années 1970 au Pérou, dont les origines proviennent du huayno, du rock psychédélique et de la cumbia guarachera des côtes péruviennes. Il se caractérise principalement par l'utilisation de guitares électriques.
Il est apparu comme une manifestation du phénomène de migration des zones andines vers les villes côtières, principalement Lima. Dans les années 1980, il se consolide en tant que genre musical, avec le succès de groupes tels que Los Shapis, Chacalón y La Nueva Crema, Los Destellos et Los Mirlos, entre autres.

## Histoire

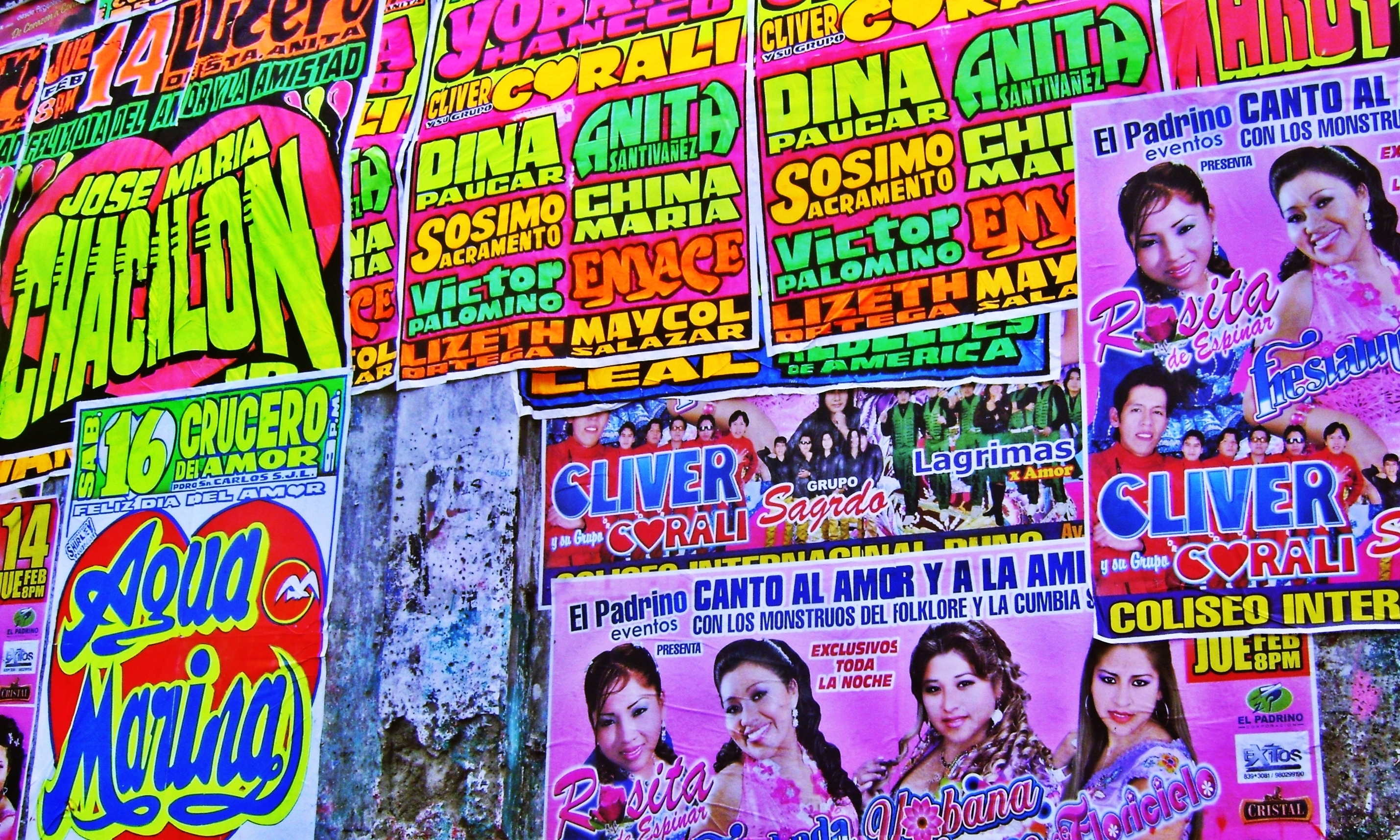
La chicha s'accompagne d'un style graphique très caractéristique : l'art chicha.

À Lima, au début des années 1950, la migration andine atteint des proportions massives. Dans les années 1940, Lima comptait un demi-million d'habitants, mais en 1956, sa population avait plus que doublé pour atteindre 1,2 million. C'est dans ce contexte que s'est développé un marché intérieur urbain, composé d'immigrants andins, qui permet au huayno (sa danse et son chant les plus populaires) de connaître un succès commercial. Des noms tels que Flor Pucarina, Pastorita Huaracina, El Jilguero del Huascarán, Picaflor de los Andes étaient les stars musicales les plus célèbres de l'époque.
Le succès du huayno commercial continuera à attirer les foules. Entre-temps, un autre genre musical provenant d'un pays voisin entre au Pérou à la fin des années 1960 : la cumbia de Colombie. À cette époque, la population urbaine de Lima appréciait déjà la rumba cubaine, le merengue dominicain et le mambo de Pérez Prado, tandis que la cumbia et les rythmes cubains avaient également pénétré dans les principales capitales des hauts plateaux péruviens, où de nombreuses fêtes sociales et anniversaires étaient animées par des guarachas et des mambos.
Au cours des trois décennies qui suivent les années 1950, le Pérou, et plus particulièrement Lima, connait des changements fondamentaux. Les bidonvilles qui apparaissaient comme des invasions illégales massives de familles d'immigrants se transforment en quartiers prospères des classes ouvrières.
Depuis 2013, le groupe Xixa, originaire d'Arizona, développe sa propre version de la chicha avec un succès croissant.